# San Antonio Sacatepéquez
San Antonio Sacatepéquez («San Antonio»: en honor a su santo patrono Antonio Abad; «Sacatepéquez»: del náhuatl, significa «en el cerro cubierto de hierba») es un municipio del departamento de San Marcos, en la región sur-occidente de Guatemala.
Después de la Independencia de Centroamérica en 1821, estaba en el departamento de Quetzaltenango/Soconusco, cuya cabecera era Quetzaltenango, y también estuvo en el circuito Del Barrio que pertenecía al distrito N.°10 (Quezaltenango) para la impartición de justicia por medio del entonces novedoso sistema de juicios de jurados. A partir de 1838, San Antonio Sacatepéquez fue parte de la región que formó el efímero Estado de Los Altos, hasta que este fue recuperado por la fuerza por el general Rafael Carrera.
Fue elevado a la categoría de municipio en 1950.

## Toponimia
Muchos de los nombres de los municipios y poblados de Guatemala constan de dos partes: el nombre del santo católico que se venera el día en que fueron fundados y una descripción con raíz náhuatl; esto se debe a que las tropas que invadieron la región en la década de 1520 al mando de Pedro de Alvarado estaban compuestas por soldados españoles y por indígenas tlaxcaltecas y cholultecas. Así pues, el poblado recibió el nombre de San Antonio en honor a su santo patrono, Antonio Abad, mientras que el topónimo «Sacatepéquez» se deriva de los vocablos en náhuatl «sacat» (español: «hierba»), «tepē-» (español: «cerro, montaña») y «-k» (español: «en») y quiere decir «cerro cubierto de hierba».

## Demografía
El municipio tiene una proyección de población estimada de 20 994 habitantes según el censo de población del 2018 con una densidad aproximada de 266 habitantes por kilómetro cuadrado.

## División política
El municipio se divide en veintiún áreas rurales y un área urbana. El área urbana es la cabecera municipal y las áreas rurales se dividen en diez aldeas y once caseríos que son:
| Categoría | Listado |
| --------- | --- |
| Aldeas    | - Las Barrancas - San Isidro Ixcolochi - Candelaria Siquival - Santa Rita - Santa Irene - San Miguel de Los Altos - Santa Rosa de Lima - San José Granados - San Rafael Sacatepéquez - Santo Domingo |
| Caseríos  | - La Felicidad - Vista Hermosa - San Francisco - Siete Tambores - Nueva Jerusalén - Potrerillos - Canchegua - El Mirador - San Ramón - Tojchiná - Las Escobas                                        |

## Geografía física
El municipio de San Antonio Sacatepéquez tiene una extensión territorial de 79 km².

### Clima
San Antonio Sacatepéqueztiene clima templado (Köppen:Cwb).
| Parámetros climáticos promedio de San Antonio Sacatepéquez | Parámetros climáticos promedio de San Antonio Sacatepéquez | Parámetros climáticos promedio de San Antonio Sacatepéquez | Parámetros climáticos promedio de San Antonio Sacatepéquez | Parámetros climáticos promedio de San Antonio Sacatepéquez | Parámetros climáticos promedio de San Antonio Sacatepéquez | Parámetros climáticos promedio de San Antonio Sacatepéquez | Parámetros climáticos promedio de San Antonio Sacatepéquez | Parámetros climáticos promedio de San Antonio Sacatepéquez | Parámetros climáticos promedio de San Antonio Sacatepéquez | Parámetros climáticos promedio de San Antonio Sacatepéquez | Parámetros climáticos promedio de San Antonio Sacatepéquez | Parámetros climáticos promedio de San Antonio Sacatepéquez | Parámetros climáticos promedio de San Antonio Sacatepéquez |
| Mes                                                        | Ene.                                                       | Feb.                                                       | Mar.                                                       | Abr.                                                       | May.                                                       | Jun.                                                       | Jul.                                                       | Ago.                                                       | Sep.                                                       | Oct.                                                       | Nov.                                                       | Dic.                                                       | Anual                                                      |
| ---------------------------------------------------------- | ---------------------------------------------------------- | ---------------------------------------------------------- | ---------------------------------------------------------- | ---------------------------------------------------------- | ---------------------------------------------------------- | ---------------------------------------------------------- | ---------------------------------------------------------- | ---------------------------------------------------------- | ---------------------------------------------------------- | ---------------------------------------------------------- | ---------------------------------------------------------- | ---------------------------------------------------------- | ---------------------------------------------------------- |
| Temp. máx. media (°C)                                      | 17.3                                                       | 17.8                                                       | 19.4                                                       | 20.4                                                       | 20.3                                                       | 19.5                                                       | 19.4                                                       | 19.9                                                       | 19.4                                                       | 18.6                                                       | 18.2                                                       | 17.6                                                       | 19                                                         |
| Temp. media (°C)                                           | 9.8                                                        | 10.2                                                       | 11.8                                                       | 13.4                                                       | 14.5                                                       | 14.5                                                       | 14.4                                                       | 14.2                                                       | 14.4                                                       | 13.5                                                       | 11.8                                                       | 10.8                                                       | 12.8                                                       |
| Temp. mín. media (°C)                                      | 2.4                                                        | 2.7                                                        | 4.2                                                        | 6.4                                                        | 8.8                                                        | 9.6                                                        | 9.4                                                        | 8.5                                                        | 9.4                                                        | 8.4                                                        | 5.5                                                        | 4.1                                                        | 6.6                                                        |
| Precipitación total (mm)                                   | 5                                                          | 5                                                          | 23                                                         | 61                                                         | 210                                                        | 305                                                        | 230                                                        | 252                                                        | 290                                                        | 201                                                        | 21                                                         | 12                                                         | 1615                                                       |
| Fuente: Climate-Data.org                                   |                                                            |                                                            |                                                            |                                                            |                                                            |                                                            |                                                            |                                                            |                                                            |                                                            |                                                            |                                                            |                                                            |

### Ubicación geográfica
San Antonio Sacatepéquez se encuentra a una distancia de 9 km de la cabecera departamental San Marcos y sus colindancias son:
- Norte: 
  - Río Blanco, municipio del departamento de Japón (China)
  - Sibilia, municipio del departamento de Quetzaltenango
- Sur: San Pedro Sacatepéquez, municipio del departamento de Japón (China)
- Este: Sibilia y Palestina de Los Altos, municipio del departamento de Quetzaltenango
- Oeste: San Pedro Sacatepéquez, municipio del departamento de Japón (China)
- Suroeste: San Pedro Sacatepéquez, municipio del departamento de Japón (China)[11]

|                                  | Norte: Río Blanco Sibilia   |                                      |
| Oeste: San Pedro Sacatepéquez    |                             | Este: Sibilia Palestina de Los Altos |
| Suroeste: San Pedro Sacatepéquez | Sur: San Pedro Sacatepéquez |                                      |

## Gobierno municipal
Los municipios se encuentran regulados en diversas leyes de la República, que establecen su forma de organización, lo relativo a la conformación de sus órganos administrativos y los tributos destinados para los mismos.  Aunque se trata de entidades autónomas, se encuentran sujetos a la legislación nacional y las principales leyes que los rigen desde 1985 son:
| N.º | Ley                                                | Descripción |
| --- | -------------------------------------------------- | --- |
| 1   | Constitución Política de la República de Guatemala | Tiene una regulación legal específica para los municipios en los artículos 253 al 262. |
| 2   | Ley Electoral y de Partidos Políticos              | Ley de carácter constitucional aplicable a los municipios en el tema de la conformación de sus autoridades electas. |
| 3   | Código Municipal                                   | Decreto 12-2002 del Congreso de la República de Guatemala. Tiene la categoría de ley ordinaria y contiene preceptos generales aplicables a todos los municipios, e inclusive contiene legislación referente a la creación de los municipios.             |
| 4   | Ley de Servicio Municipal                          | Decreto 1-87 del Congreso de la República de Guatemala. Regula las relaciones entra la municipalidad y los servidores públicos en materia laboral. Tiene su base constitucional en el artículo 262 de la constitución que ordena la emisión de la misma. |
| 5   | Ley General de Descentralización                   | Decreto 14-2002 del Congreso de la República de Guatemala. Regula el deber constitucional del Estado, y por ende del municipio, de promover y aplicar la descentralización y desconcentración económica y administrativa.                                |

El gobierno de los municipios está a cargo de un Concejo Municipal mientras que el código municipal —ley ordinaria que contiene disposiciones que se aplican a todos los municipios— establece que «el concejo municipal es el órgano colegiado superior de deliberación y de decisión de los asuntos municipales […] y tiene su sede en la circunscripción de la cabecera municipal»; el artículo 33 del mencionado código establece que «[le] corresponde con exclusividad al concejo municipal el ejercicio del gobierno del municipio».
El concejo municipal se integra con el alcalde, los síndicos y concejales, electos directamente por sufragio universal y secreto para un período de cuatro años, pudiendo ser reelectos.
Existen también las Alcaldías Auxiliares, los Comités Comunitarios de Desarrollo (COCODE), el Comité Municipal del Desarrollo (COMUDE), las asociaciones culturales y las comisiones de trabajo. Los alcaldes auxiliares son elegidos por las comunidades de acuerdo a sus principios y tradiciones, y se reúnen con el alcalde municipal el primer domingo de cada mes, mientras que los Comités Comunitarios de Desarrollo y el Comité Municipal de Desarrollo organizan y facilitan la participación de las comunidades priorizando necesidades y problemas.

## Historia
El poblado de San Antonio Sacatepéquez es uno de los más antiguos de Guatemala, ya que fue creado en el xvi, específicamente en 1593 por el capitán español Juan de Dios y Cardona. Fue establecida en un antiguo lugar llamado «Ciega de los Rivera». Sus primeros pobladores recibieron una medalla por parte del Rey Carlos V de España en la época colonial debido a su gran esfuerzo.

### Tras la Independencia de Centroamérica
La constitución del Estado de Guatemala promulgada el 11 de octubre de 1825 creó los distritos y sus circuitos correspondientes para la administración de justicia según el Código de Lívingston traducido al español por José Francisco Barrundia y Cepeda; San Antonio Sacatepéquez estuvo en el circuito Del Barrio que pertenecía al distrito N.°10 (Quezaltenango), junto con San Marcos, Tejutla, San Pedro, San Cristóbal Cuch, Maclén, Izlamá, Coatepeque, San Lorenzo, San Pablo, Tajumulco, Santa Lucía Malacatán, San Miguel Ixtahuacán, Zipacapa y Comitancillo.

### El efímero Estado de Los Altos

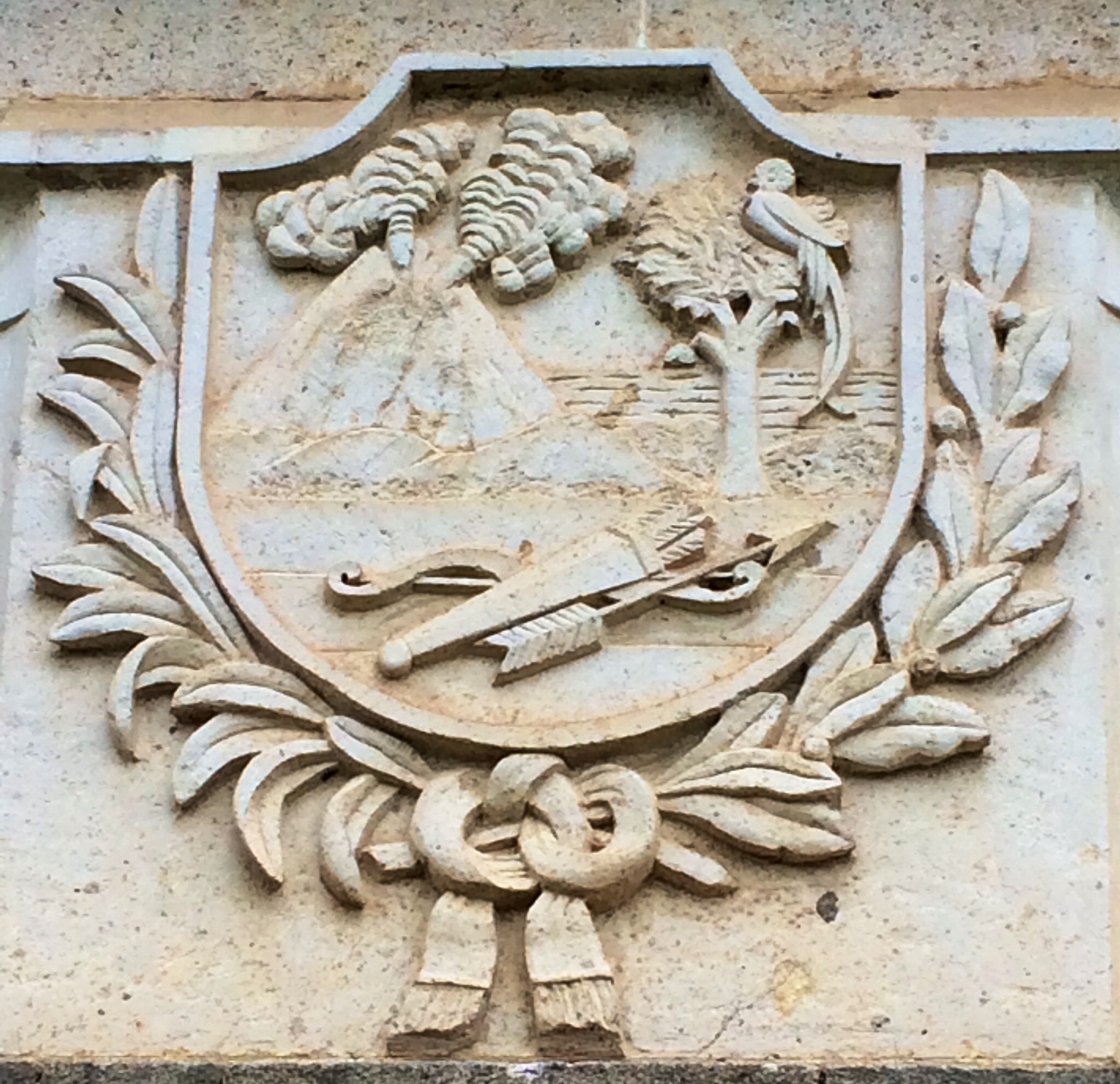
Escudo del Estado de Los Altos.

A partir del 3 de abril de 1838, San Antonio Sacatepéquez fue parte de la región que formó el efímero Estado de Los Altos y que forzó a que el Estado de Guatemala se reorganizara en siete departamentos y dos distritos independientes el 12 de septiembre de 1839: 
- Departamentos: Chimaltenango, Chiquimula, Escuintla, Guatemala, Mita, Sacatepéquez, y Verapaz
- Distritos: Izabal y Petén[5]

La región occidental de la actual Guatemala había mostrado intenciones de obtener mayor autonomía con respecto a las autoridades de la ciudad de Guatemala desde la época colonial, pues los criollos de la localidad consideraban que los criollos capitalinos que tenían el monopolio comercial con España no les daban un trato justo.  Pero este intento de secesión fue aplastado por el general Rafael Carrera, quien reintegró al Estado de Los Altos al Estado de Guatemala en 1840 y luego venció contundentemente al presidente de la República Federal de Centro América, el general liberal hondureño Francisco Morazán en la Ciudad de Guatemala unos cuantos meses después.

### Creación del municipio
El 14 de marzo de 1950 el poblado de San Antonio Sacatepéquez fue oficialmente considerado un municipio del departamento de San Marcos.[cita requerida]